# Tafersit
Tafersit (franska: Tafersit (CR), Tafersit (Commune Rurale), arabiska: اولاد امغار) är en kommun i Marocko.   Den ligger i provinsen Driouch och regionen Oriental, 300 km öster om huvudstaden Rabat. Antalet invånare är 6 848.